# Hanuman

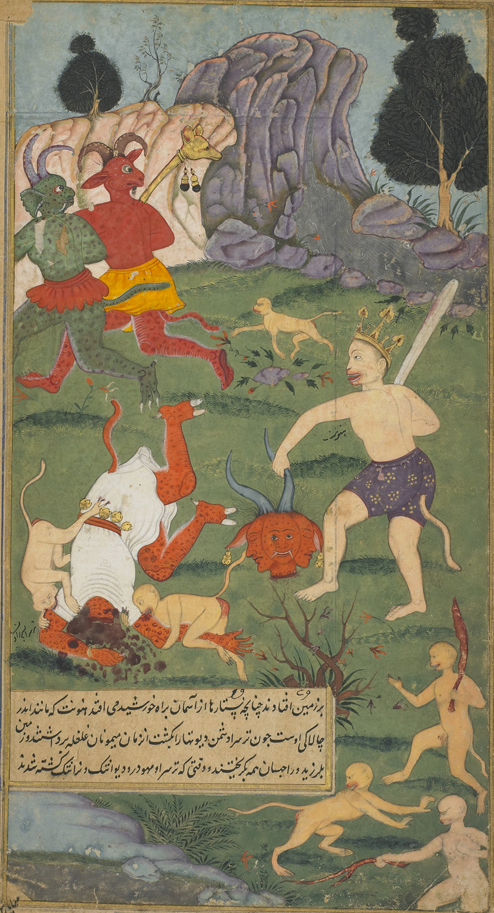
Hanuman și ai săi vanara în lupă cu demonii lui Ravana, pictură din Ramayana

Hanuman (în sanscrită: हनुमान्, IATS: Hanumān) este un zeu hindus care a fost adept al lui Rama, unul dintre avatarele zeului Vishnu. El este un rege vanara (oameni-maimuță), care l-a urmat pe Rama și și-a condus poporul în războiul împotriva regelui-demon Ravana. El este unul dintre principalele personaje ce apar în epopea hindusă Ramayana. Este considerat fiul zeului Vayu, dar în unele scrieri apare ca avatar al lui Shiva. Hanuman este o zeitate foarte venerată în India, fiind invocat în ritualurile legate de exorcism.